# Wachtliella dalmatica
Wachtliella dalmatica är en tvåvingeart som beskrevs av Rubsaamen 1916. Wachtliella dalmatica ingår i släktet Wachtliella och familjen gallmyggor. Inga underarter finns listade i Catalogue of Life.